# کیژلیتسه
کیژلیتسه (به چکی: Kejžlice) یک منطقهٔ مسکونی در جمهوری چک است که در ناحیه پلهریموو واقع شده‌است. کیژلیتسه ۱۱٫۲۷ کیلومتر مربع مساحت و ۳۵۳ نفر جمعیت دارد و ۴۷۰ متر بالاتر از سطح دریا واقع شده‌است.